# Miguel Ángel Vivas
Miguel Ángel Vivas (Sevilla, 22 september 1974) is een Spaans regisseur en scenarioschrijver. Hij heeft films als Extinction (2015) en Your Son (2018) geregisseerd, alsmede enkele afleveringen van La casa de papel.

## Geregisseerde films en series
- Asedio (2023)
- Desaparecidos (2020)
- Unauthorized Living (2018)
- Your Son (2018)
- Apaches (2017)
- Money Heist (2017)
- Mar de plástico (2016)
- Inside (2016)
- Extinction (2015)
- Cuéntame un cuento (2013)
- The Room (2011)
- Secuestrados (2010)
- I'll See You in My Dreams (2003)
- El hombre del saco (2002)
- Reflejos (2002)
- Tesoro (1999)

- Biblioteca Nacional de España: XX1377982
- International Standard Name Identifier: 0000 0001 1931 1720
- Library of Congress Control Number: n2011032256
- Virtual International Authority File: 124424459
- WorldCat: E39PBJfmrMHQdqP8DKJVj3JqwC